# Plagodis incerta
Plagodis incerta là một loài bướm đêm trong họ Geometridae.